# Culcasia
Culcasia is een geslacht uit de aronskelkfamilie (Araceae). De meeste soorten zijn klimplanten en komen voor in tropisch Afrika.

## Soorten
- Culcasia angolensis Welw. ex Schott
- Culcasia annetii Ntépé-Nyamè
- Culcasia bosii Ntépé-Nyamè
- Culcasia brevipetiolata Bogner
- Culcasia caudata Engl.
- Culcasia dinklagei Engl
- Culcasia ekongoloi Ntépé-Nyamè
- Culcasia falcifolia Engl.
- Culcasia glandulosa Hepper
- Culcasia insulana N.E.Br.
- Culcasia lanceolata Engl.
- Culcasia liberica N.E.Br.
- Culcasia linearifolia Bogner
- Culcasia loukandensis Pellegr
- Culcasia mannii (Hook.f.) Engl.
- Culcasia obliquifolia Engl.
- Culcasia orientalis Mayo
- Culcasia panduriformis Engl. & K.Krause
- Culcasia parviflora N.E.Br.
- Culcasia rotundifolia Bogner
- Culcasia sanagensis Ntépé-Nyamè
- Culcasia scandens P.Beauv.
- Culcasia seretii De Wild
- Culcasia simiarum Ntépé-Nyamè
- Culcasia striolata Engl.
- Culcasia tenuifolia Engl.
- Culcasia yangambiensis Louis & Mullend.

... · 
Aglaonema · 
Alocasia · 
Amorphophallus · 
Anthurium · 
Arum (Aronskelk) · 
Caladium · 
Calla · 
Culcasia · 
Dieffenbachia · 
Dracunculus · 
Epipremnum · 
Gymnostachys · 
Helicodiceros · 
Lemna (Eendenkroos) · 
Monstera · 
Philodendron · 
Pistia · 
Scindapsus · 
Spathiphyllum (Lepelplant) · 
Spirodela · 
Wolffia · 
...